# Liste der Monuments historiques in Anderny
Die Liste der Monuments historiques in Anderny führt die Monuments historiques in der französischen Gemeinde Anderny auf.

## Liste der Immobilien
| Bezeichnung | Beschreibung                               | Standort                | Kennzeichnung | Schutzstatus | Datum | Bild |
| ----------- | ------------------------------------------ | ----------------------- | ------------- | ------------ | ----- | ---- |
| Beinhaus    | aus der ersten Hälfte des 17. Jahrhunderts | auf dem Kirchhof (Lage) | PA00105990    | Inscrit      | 1987  |      |

## Liste der Objekte
| Bezeichnung                           | Beschreibung                                                                           | Standort                        | Kennzeichnung | Schutzstatus | Datum | Bild |
| ------------------------------------- | -------------------------------------------------------------------------------------- | ------------------------------- | ------------- | ------------ | ----- | ---- |
| Hauptaltar                            | Altartisch und Retabel; Holz, farbig gefasst und vergoldet, Mitte des 18. Jahrhunderts | in der Kirche St-Étienne (Lage) | PM54001008    | Classé       | 1983  |      |
| Skulptur Heiliger Stephan (1)         | Holz, farbig gefasst, 18. Jahrhundert                                                  | in der Kirche St-Étienne (Lage) | PM54000009    | Classé       | 1979  |      |
| Kelch und Patene                      | Silber, vergoldet, 1656                                                                | in der Kirche St-Étienne (Lage) | PM54001104    | Classé       | 1995  |      |
| Skulptur Christus in der Rast         | Stein, um 1530                                                                         | in der Kirche St-Étienne (Lage) | PM54000008    | Classé       | 1975  |      |
| Skulptur Heiliger Stephan (2)         | Holz, ehemals farbig gefasst, 15. Jahrhundert                                          | in der Kirche St-Étienne (Lage) | PM54001351    | Inscrit      | 1990  |      |
| Skulptur Heiliger Stephan (3)         | Kalkstein, farbig gefasst, 16. Jahrhundert                                             | in der Kirche St-Étienne (Lage) | PM54001349    | Inscrit      | 1975  |      |
| 36 Kirchenbänke                       | Eichenholz, 18. Jahrhundert                                                            | in der Kirche St-Étienne (Lage) | PM54001350    | Inscrit      | 1982  |      |
| Skulpturengruppe Unterweisung Mariens | Stein, Ende des 15. Jahrhunderts                                                       | in der Kirche St-Étienne (Lage) | PM54001007    | Classé       | 1983  |      |